# Tupčina
Tupčina je naseljeno mjesto u Republici Hrvatskoj u Zagrebačkoj županiji. 

## Zemljopis
Administrativno je u sastavu općine Žumberak. Naselje se proteže na površini od 3,89 km².

## Stanovništvo
Prema popisu stanovništva iz 2001. godine u naselju Tupčina živi 59 stanovnika i to u 24 kućanstva. Gustoća naseljenosti iznosi 15,17 st./km².
| broj stanovnika | 109   | 158   | 183   | 214   | 221   | 203   | 193   | 212   | 219   | 233   | 185   | 148   | 102   | 101   | 59    | 49    | 32    |
|                 | 1857. | 1869. | 1880. | 1890. | 1900. | 1910. | 1921. | 1931. | 1948. | 1953. | 1961. | 1971. | 1981. | 1991. | 2001. | 2011. | 2021. |

## Znamenitosti
- Kurija biskupa Čolnića, zaštićeno kulturno dobro